# Papande
Papande is een bestuurslaag in het regentschap Tapanuli Utara van de provincie Noord-Sumatra, Indonesië. Papande telt 658 inwoners (volkstelling 2010).